# Unterwassergewicht
Das Unterwassergewicht von Kartoffeln wird zur Stärkegehaltsbestimmung ermittelt. Als Unterwassergewicht wird das Gewicht von 5 kg Kartoffeln, welche in Wasser eingetaucht wurden, bezeichnet. Je höher der Stärkegehalt ist, desto höher ist die Dichte der Kartoffeln und damit das Unterwassergewicht.

## Tabelle zur Bestimmung des Stärkegehaltes der Kartoffel nach dem spezifischen Gewicht (Auswahl)
| Gewicht von 5000 g Kartoffeln unter Wasser [g] | Spezifisches Gewicht | Stärkegehalt [%] |
| ---------------------------------------------- | -------------------- | ---------------- |
| 235                                            | 1,0493               | 7,4              |
| 340                                            | 1,0730               | 12,4             |
| 580                                            | 1,1312               | 24,9             |

## Anforderungen bei den verschiedenen Verwendungszwecken
Kartoffeln, die zu Alkohol vergoren werden, sollen mindestens 14 % Stärke enthalten.
Festkochende Sorten (Salatsorten) sollten einen Stärkegehalt zwischen 10 und 12 % aufweisen.
Vorwiegend festkochende Sorten sind erntereif bei einem Gehalt zwischen 12 und 14 %.
Ist der Stärkegehalt zu gering, leiden die Reife und der Geschmack. Bei zu hohem Stärkegehalt werden die Kartoffeln zu mehlig, was auch für die Salatsorten gilt.

## Vorgehensweise mit einfachen Mitteln
Neben einem Wasserbehälter werden ein Drahtkorb und eine Federwaage benötigt.
Zunächst wird die Waage mit dem Drahtkorb auf Null tariert, während sich dieser unter Wasser befindet. Anschließend werden 5 kg Kartoffeln über der Wasseroberfläche ausgewogen. Dabei kann die letzte Kartoffel geschnitten werden, um das Gewicht genau zu erreichen. Anschließend wird das Gewicht der in Wasser abgetauchten Kartoffeln abgelesen. In der Regel ergibt sich ein Gewicht zwischen 200 und 400 Gramm.
Etwas einfacher zu bedienen, aber nach dem gleichen Prinzip, arbeitet eine spezielle Stärkewaage. Hier ist es nicht mehr notwendig, genau 5 kg Kartoffeln zu nehmen und die gewonnenen Werte mit einer Tabelle abzugleichen. Durch Ermittlung des Trocken- und Unterwassergewichts errechnet die Stärkewaage direkt die spezifische Dichte und basierend auf standardisierten Formeln den daraus resultierenden Stärkegehalt der Kartoffeln.